# Ola de Calor (DC Comics)
Ola de Calor (Mick Rory) es un supervillano ficticio que aparece en los cómics estadounidenses publicadas por DC Comics, comúnmente como un adversario de Flash de la Edad de Plata. Él es un miembro de los Renegados.
El actor Dominic Purcell ha interpretado al personaje en la serie de televisión de The CW, The Flash y actualmente se encuentra en Legends of Tomorrow hasta la sexta temporada.

## Historia de publicación
Ola de calor se introdujo por primera vez en The Flash # 140, que fue escrito por John Broome.El primero fue hecho para ser un rival para el Capitán Frío. Sin embargo, en los últimos cómics de Geoff Johns, Rory ve al Capitán Frío para ayudar a mantener su obsesión a raya, aunque Frío cree que finalmente se convertirá más allá de la ayuda.

## Biografía ficticia
Nacido en una granja a las afueras de la ciudad central, Mick Rory quedó fascinado con el fuego, de niño. Esta fascinación se convirtió en una obsesión y una noche, incendió la casa de su familia. Su obsesión era tan grande, que simplemente vio cómo las llamas envolvían su casa, en lugar de correr para obtener ayuda.
Después de este evento, Rory fue a vivir con su tío. Su piromanía continuó y se vio obligado a huir después de encerrar a un compañero de escuela en su casa y prenderle fuego, después de que el niño encerró a Rory en un armario de carne durante una excursión. Él tomó un trabajo como un comedor del fuego con un circo que viajaba. Esto no duró mucho, ya que terminó poniendo el circo en llamas. Tiene un miedo intenso al frío, llamado criofobia. Esto se debió a un viaje escolar (anotado anteriormente) a un matadero, durante el cual uno de sus amigos lo encerró en un congelador. 
Fueron estos acontecimientos lo que lo hizo desesperado para luchar contra su obsesión por el fuego y después de ver a los Rogues en acción en Central City, decidió usar su manía para convertirse en un villano. Él creó un traje de protección hecho de asbesto (esto fue antes de que se conocieran los peligros del amianto), construyó un lanzallamas de tamaño pistola (apodado el "Hot Rod"), y se convirtió en Ola de Calor.Como estaba cometiendo crímenes en Central City, era inevitable que se encontrara con el Flash, lo cual hizo con bastante regularidad. Posteriormente, también terminó en la cárcel con bastante regularidad. También se convirtió en un adversario del Capitán Frío, debido a su aversión a las bajas temperaturas. Fue el Capitán Frío quien presentó Heat Wave a los pícaros, y en su primera aparición se unieron para deshacerse del Flash cuando compitieron por un presentador de televisión con el que ambos se enamoraron y pelearon entre ellos mientras cada uno intentaba competir mayor broma del crimen, pero el Flash los encarceló a ambos.
Finalmente, Mick fue directo, debido en gran parte a las manipulaciones del Top. Él tomó un trabajo como consultor de extinción de incendios, utilizando su vasto conocimiento sobre los incendios y el calor. También se convirtió en buenos amigos con Barry Allen, cuya identidad secreta como Flash fue descubierta por Rory años antes. Rory más tarde sucumbió a una oferta de Abra Kadabra de ganar respeto e infamia en el mundo. Él y otros cuatro miembros de los Pícaros se sacrificaron, sin saberlo, para liberar al demonio Neron.
Neron devolvió los cuerpos sin alma de los cinco a la Tierra, en un plan para forzar a Flash a un acuerdo. Los cinco pícaros poseían poderes increíbles y causaron estragos, muerte y destrucción antes de que Neron fuera forzado por Flash a detener sus acciones y devolver sus almas a sus cuerpos.
Heat Wave sólo regresaría brevemente a sus formas criminales antes de abandonarlas para estudiar con los monjes de Zhutan. Posteriormente, trabajó para el Proyecto Cadmus como agente de reserva, pero finalmente también lo abandonó y se mudó al área de Quad Cities, Illinois. Finalmente consiguió un trabajo en el FBI, junto con otros miembros reformados de los pícaros. Este fue un fracaso espectacular y Rory se convirtió en un villano una vez más después de que el Top llegó y deshizo el programa mental que lo había mantenido reformado.
En Crisis infinita, Heat Wave se convirtió en miembro de la Sociedad Secreta de Super Villanos.

### Un año después
Un año después, Heat Wave es visto nuevamente siendo reclutado por Inertia para unirse contra Bart Allen. Él es uno de los villanos que le dan el golpe mortal a Bart. Se asusta por lo que él y los villanos han hecho y huye solo para ser capturado por el Capitán Boomerang junto con el Mago del Clima. Es enviado al "planeta del infierno" Salvation con los otros villanos. Cuando comienza el conflicto, se pone del lado de Lex Luthor. Cuando derrotan a J'onn, él le preocupa matar a otro héroe, alegando que los matarán con navajas oxidadas. El regresa a la Tierra con los villanos que aún están vivos.

### Salvation Run
Heat Wave es uno de los villanos exiliados que aparecen en Salvation Run junto con sus compañeros Renegados Capitán Frío, Mago del Clima, Amo de los Espejos y Abra Kadabra.

### Final Crisis: Rogues' Revenge
Fue visto como el miembro de los Renegados que se unió a la Sociedad Secreta de Supervillanos de Libra. Sin embargo, en Final Crisis: Rogues' Revenge #1, Heat Wave y el resto de los Renegados rechazan la oferta de Libra, queriendo permanecer fuera del juego. Antes de que puedan retirarse, se enteran de que Inertia escapó y deciden quedarse el tiempo suficiente para vengarse por haber sido utilizados, particularmente después de descubrir que Paul Gambi, el sastre de los Renegados, ha sido brutalmente golpeado por los 'Nuevos Renegados' organizados por Libra. Durante la búsqueda de Inertia, Heat Wave también mata a Burn, su propia contraparte en los 'Nuevos Renegados', cuando los dos se disparan sus armas, Heat Wave nota que el traje de Burn era de peor calidad que el suyo, lo que le permite quemar a Burn hasta la muerte mientras apenas suda mientras está sujeto a las propias armas de Burn. Más tarde, el Capitán Frío le hace matar al padre de Frío, secuestrado por Libra como rehén contra Frío. Mientras Libra intenta hipnotizar a los Renegados, el Capitán Frío le dice a Rory que observe un fuego cercano para mantener su concentración. Cuando están luchando contra Inercia, Rory derrite sus botas, lo que lo deja inmóvil. Luego ayuda a los otros Renegados a matar a Inercia.
Una vez que la crisis termina, Flama Humana, desarmado, busca a Heat Wave, con la esperanza de comprar uno de sus lanzallamas característicos después de que su propio equipo se perdiera en un enfrentamiento con la mafia. Después de enterarse de que la Flama Humana solo puede ofrecerle $ 5,000.00, Heat Wave se niega, denunciando a Human Flame como "patético". Al notar que el Capitán Frío le desaconsejó esta reunión y solo aceptó ver lo que el otro hombre tenía para ofrecer, Heat Wave le da a la Flama Humana una dura paliza, la pelea concluye con Heat Wave haciendo estallar la fábrica de fuegos artificiales en la que se estaban reuniendo, señalando que siempre había querido hacer algo así.

### The Flash (vol. 3)
Heat Wave y los Renegados visitan el antiguo escondite de Sam Scudder y descubren un espejo gigante con las palabras En caso de Flash: Romper el Cristal escritas en él.Rory todavía está prófugo con los Renegados.

### The New 52
En septiembre de 2011, "The New 52" reinició la continuidad de DC. En esta línea de tiempo, Heat Wave ahora puede disparar fuego desde su pecho después de realizar un método desconocido para fusionar su ADN con su lanzallamas. Además, tiene problemas con el Capitán Frío donde lo culpa por la ruptura de los Renegados. Ambos villanos terminan siendo derrotados por Flash, pero al ser encarcelados ellos se encuentran con la hermana de Cold, Golden Glider, quien lo recluta para un complot desconocido.

### DC Rebirth
En la secuela de Watchmen, Doomsday Clock, Heat Wave y sus compañeros Renegados se encuentran entre los villanos que asisten a la reunión subterránea celebrada por Riddler para hablar sobre la Teoría de Superman.

## Poderes y habilidades
En la continuidad Pre 52, Ola de Calor no tenía habilidades metahumanas; sin embargo, fue capaz de crear un lanzallamas que le permitió proyectar flujos intensos de llama que alcanzan temperaturas de más de 900 grados Fahrenheit. La llama que su armamento proyecta es tan caliente que ha sido capaz de derretir las botas de prueba de fricción de Flash, las mismas botas que permiten que Flash funcione a la velocidad de la luz. También tiene un profundo conocimiento de fuego y pirotecnia.
New 52: En la Nueva continuidad se fusionó su ADN con su lanzallamas lo que le da la capacidad de proyectar y manipular el fuego de su propio cuerpo.

### Equipamiento
Heat Wave lleva un lanzallamas de mano que le permite proyectar una corriente concentrada de fuego en los oponentes. Lleva un traje de amianto con una máscara de respiración que le proporciona protección contra el fuego y el calor. Su traje fue mostrado una vez para poder proyectar el calor también, impidiendo un ataque del arma fría del capitán Frío. Heat Wave tiene un tubo unido a su brazo izquierdo que puede proyectar un retardante de fuego que le permite apagar incendios.

## Otras versiones
- Heat Wave aparece en JLA/Avengers como un esclavo de Krona.
- Una variante de la línea temporal alternativa de Heat Wave aparece en el vínculo de Flashpoint Flashpoint: Legion of Doom. Después de matar a Jason Rusch en un intento de robar su conexión con la matriz Firestorm, él es derrotado por Cyborg, encarcelado en la prisión de Doom y condenado a muerte. En medio de una fuga de prisión organizada por Eel O'Brian,[12]Heat Wave traiciona y aparentemente mata a O'Brian antes de secuestrar la prisión con la esperanza de usarla para destruir Detroit,[13]solo para ser frustrado por Cyborg y transferido a Belle Reve, sin saber que O'Brian está habitando el cuerpo de su compañero de celda.[14]
- Una encarnación heroica del siglo 25 de Heat Wave llamada Heatstroke aparece en The Flash (vol. 3) como un oficial de policía y miembro de los Renegados.[9]
- Una variante heroica del universo alternativo de Mick Rory de Tierra-3 aparece en "Forever Evil".[15]Esta versión es un oficial de policía asociado con Leonard Snart.

## En otros medios

### Televisión

#### Animación
- Heat Wave originalmente iba a ser un villano para la tercera serie de Superfriends, en un grupo llamado Liga del Mal. Finalmente fueron cambiados a Legión del Mal y la mayoría de los miembros planeados no aparecieron.
- Heat Wave (deletreado Ola de Calor en la facturación del programa) se mostró en Liga de la Justicia Ilimitada, con la voz de Lex Lang. Aparece como miembro de la Sociedad Secreta de Gorilla Grodd. En "To Another Shore", fue visto ayudando a Giganta, Killer Frost y Devil Ray a recuperar una nave Viking congelada que contenía el cadáver del Príncipe Vikingo. En "Alive", fue visto quemando a Blockbuster y siendo golpeado por Silver Banshee. En "Destroyer", estaba con Lex Luthor y los otros miembros restantes de la Sociedad Secreta cuando se trataba de la invasión de Darkseid sobre la tierra. En Justice League Unlimited # 21, compartió una relación con Killer Frost.
- Heat Wave aparece en el episodio de Batman: The Brave and the Bold, "Requiem for a Scarlet Speedster!", con la voz de Steve Blum.[16]
- Una encarnación de Heat Wave, simplemente llamada Rory, aparece en Mis aventuras con Superman, con la voz de Laila Berzins.[17]Esta versión es una líder de pandilla que maneja una armadura kryptoniana y lanzallamas que recibió de Livewire, con quien luego entabla una relación.[18]En el episodio "My Adventures with Supergirl", ella recibió ayuda de Sam Lane para ayudar a Superman a combatir la invasión de Metrópolis por parte de Brainiac.

#### Arrowverso
- Mick Rory / Heat Wave aparece en la serie de televisión de The CW, The Flash, interpretado por Dominic Purcell. Esta versión está representada como un pirómano con quemaduras que cubren la mitad de su cuerpo, incluyendo la parte superior de sus brazos. Se estrena en el episodio "Going Rogue", donde su excompañero Leonard Snart (interpretado por el coprotagonista de Purcell, Prison Break, Wentworth Miller) lo recluta en su banda criminal. Snart le ofrece a Rory un "cañón térmico" experimental que robó antes y propone que trabajen juntos para matar al Flash de modo que nadie pueda interferir con sus crímenes en Central City. Sin embargo, en "Revenge of the Rogues", Flash engaña a Snart y Rory para que se disparen, destruyendo ambas armas. Después de ser detenidos, son rescatados por la hermana de Snart, Lisa, y pueden obligar al aliado de Flash, Cisco Ramon, a recrear sus armas.
- Rory aparece a continuación en el spin-off Legends of Tomorrow de DC (con Dominic Purcell retomando su papel), donde él y Snart se unen al equipo de Leyendas que viaja en el tiempo.[19] Aquí, Snart revela que cuando fue enviado por primera vez a la prisión juvenil, su compañero preso Rory protegió a Snart, mucho más pequeño, de los otros reclusos. Snart desde entonces miró a Rory, atemperando sus tendencias más violentas. Finalmente, Rory y Snart comienzan a tener problemas entre ellos, lo que lleva a Rory a traicionar al equipo. Como resultado, es abandonado en un lugar no especificado, donde más tarde es capturado por los Maestros del Tiempo y convertido en el cazarrecompensas Chronos. Él caza a sus excompañeros de equipo hasta que es derrotado por ellos y encarcelado en el Waverider, con el equipo optando por intentar rehabilitarlo. Más tarde, Rory rechaza el intento de los Maestros del Tiempo de convertirlo de nuevo en Chronos y se reincorpora a las Leyendas. Cuando Snart se sacrifica para destruir el Time Masters, Rory se queda sin su compañero a bordo del Waverider. En la segunda temporada, Rory comienza a ver visiones de Snart y, finalmente, se encuentra con una versión de él que la Legión de la Muerte había recogido anteriormente en la línea de tiempo y había reclutado en sus filas. Después de que las Leyendas reprenden a Rory por darle información accidental a Snart, él las abandona y se une a la Legión del Mal, ayudándoles a obtener la Lanza del Destino y reescribir la realidad. Rory rápidamente se arrepiente de su decisión y finalmente se reincorpora a las Leyendas, ayudándoles a derrotar a la Legión de la Muerte. En la tercera temporada, Rory y las Leyendas comienzan a corregir los anacronismos causados por sus acciones en la segunda temporada. Durante la temporada, Rory se encuentra con su padre en Vietnam en 1967, lo que lo obliga a enfrentarse a sus sentimientos sobre la historia abusiva de su padre. Más tarde se convierte en el portador del tótem de Fuego para la batalla final contra el demonio Mallus. En la cuarta temporada, Rory muestra que tiene talento para escribir, y se convierte en un novelista del romance semi popular bajo el nombre de "Rebecca Silver".
  - Mitchell Kummen interpreta a un Mick Rory más joven en el episodio "Last Refuge",[20] cuando el equipo lo rescata del incendio que mató a sus padres cuando era un niño. Una conversación con su yo futuro revela que Mick comenzó el incendio, aunque por accidente, pero la conversación ayuda a Rory a aceptar que su yo más joven era simplemente un niño tonto que no sabía nada mejor en lugar de provocar que el fuego saliera de la maldad genuina, y le recomendó a su hijo. Yo más joven para ser mejor que él.

### Película
- Heat Wave aparece en Justice League: The Flashpoint Paradox en un papel que no habla. Al comienzo de la película, Heat Wave y los Pícaros atacaron a Flash, pero el Profesor Zoom los traicionó y les puso bombas inamovibles. La Liga de la Justicia llegó para deshacerse de las bombas, Superman eliminó las de Heat Wave al agarrar la bomba en sus manos para amortiguar la explosión y salvar la vida de Heat Wave.

### Videojuegos
- Heat Wave aparece en el videojuego Batman de NES en el primer y quinto nivel y dispara un Fire Gun.
- Heat Wave aparece en Batman: The Brave and the Bold (videojuego), como uno de los villanos, con Steven Blum retomando su papel.
- Heat Wave aparece en DC Universe Online, con la voz de David Jennison como comerciante de armas de Tech en el Hall of Doom.
- Heat Wave aparece como un personaje jugable en DC Unchained.
- Heat Wave se menciona en un choque entre Mujer Maravilla y Capitán Frío en Injustice 2. Se implica que fue asesinado por el régimen.

#### Lego
- Heat Wave aparece como un personaje jugable en Lego Batman 3: Beyond Gotham, con la voz de Robin Atkin Downes.[21]
- Heat Wave aparece como un personaje principal en Lego DC Super-Villains, con la voz de Lex Lang.[22]